# Estación de Avenida Tibidabo
Avenida Tibidabo (en catalán y oficialmente Avinguda Tibidabo) es una estación de ferrocarril metropolitano de la red de Ferrocarriles de la Generalidad de Cataluña (FGC) perteneciente a la línea 7 o línea de Balmes, incluida dentro del bloque de las líneas Barcelona-Vallés situada en el distrito de Sarriá-San Gervasio de Barcelona bajo la calle Balmes, en la plaza de John F. Kennedy, donde nace la avenida del Tibidabo, de cuyo nombre toma la estación.

## Servicios ferroviarios
Se encuentra en el punto kilométrico 1,9 de la línea férrea de ancho internacional Gracia-Av.Tibidabo, a 120 metros de altitud. El tramo es de vía única y está electrificado.

## Historia

### Inicios
El ramal ya aparecía en el Plan de Enlaces Ferroviarios de 1933, partiendo de la estación de Gracia del ferrocarril de Sarriá (inaugurado en 1863) hasta la estación de Avenida Tibidabo, con cuatro nuevas estaciones: Plaza Molina, Padua, el Putxet y Avenida Tibidabo. Tendría una longitud de 1.860 metros que circularían bajo la calle de Balmes y la plaza de Molina hasta la Avenida del Tibidabo.
El ramal de Tibidabo, o Gracia - Avenida Tibidabo, fue inaugurado como un nuevo ramal del Tren de Sarriá por concesión del Ayuntamiento de Barcelona a la Compañía del Ferrocarril de Sarriá a Barcelona (FSB), que ya dependía de Ferrocarriles de Cataluña (FCC). La estación se puso en servicio el 30 de diciembre de 1953, cuando se abrió al público el ramal desde la estación de Gracia hasta la de Avenida Tibidabo. Siempre ha sido una estación con tráfico exclusivo de trenes urbanos o metropolitanos.

### Declive y transferencia a FEVE
La Compañía del Ferrocarril de Sarriá a Barcelona (FSB),  a partir de la década de 1970 empezó a sufrir problemas financieros debido a la inflación, el aumento de los gastos de explotación y tarifas obligadas sin ninguna compensación. En 1977 después de pedir subvenciones a diferentes instituciones, solicitó el rescate de la concesión de las líneas urbanas pero el Ayuntamiento de Barcelona denegó la petición y el 23 de mayo de 1977 se anunció la clausura de la red a partir del 20 de junio.
Para evitar el cierre de la red de FSB, el 17 de junio de 1977 por Real decreto se transfirieron las líneas a Ferrocarriles de Vía Estrecha (FEVE) de forma provisional, mientras el Ministerio de Obras Públicas del Gobierno de España, la Diputación de Barcelona, la Corporación Metropolitana de Barcelona y la Ayuntamiento de Barcelona estudiaban el régimen de explotación de esta red. Debido a la indefinición se produjo una degradación del material e instalaciones, que en algún momento determinaron la paralización de la explotación.

### Bajo FGC
Con la instauración de la Generalidad de Cataluña, el Gobierno de España traspasó a ésta la gestión de las líneas explotadas por FEVE en Cataluña, gestionando así los Ferrocarriles de Cataluña (FCC) a través del Departamento de Política Territorial y Obras Públicas (DPTOP) hasta que se creó en 1979 la empresa Ferrocarriles de la Generalidad de Cataluña (FGC), la cual integraba el 7 de noviembre de 1979 a su red estos ferrocarriles con la denominación Línea Cataluña y Sarriá.
A partir de 1979 se impulsó una gran modernización de la línea debido a su deficiente estado. En julio de 1996, la actual L7 se integró bajo la marca Metro del Vallés, lo que se tradujo en un aumento de los servicios y frecuencia de paso de los trenes, acompañado de un cambio de imagen. Los servicios se numeraron, empezando a utilizar el color marrón y la identificación «U7» (U por urbano)
En 2003, junto con la puesta en funcionamiento de la línea 11, la U7 se integra en la red del Metro de Barcelona, pasando a formar parte de la numeración del suburbano y adquiriendo así su nombre actual: «L7».
En la superficie se encuentra la cabecera de la línea del Tranvía Azul (sin servicio desde el 28 de enero de 2018 por obras), que une la estación con el inicio del funicular del Tibidabo.

## La estación[1]
Tiene muchas similitudes con la estación clausurada de Sabadell-Rambla. Está situada bajo la calle de Balmes, a la altura de la plaza John Fitzgerald Kennedy al inicio de la avenida del Tibidabo. Tiene un único acceso desde el centro de la plaza Kennedy, con una escalera, otra escalera mecánica y un ascensor. El vestíbulo superior tiene máquinas expendedoras de billetes, un mostrador de servicio al cliente y barreras de control de accesos. Desde este vestíbulo superior hay que bajar al nivel inferior, situado a bastante profundidad, motivo por el cual hay cuatro ascensores y una larga escalera. El nivel inferior está formado actualmente por una única vía con andenes laterales de 66 metros de longitud y con pasillos de enlace con la zona de llegada de los ascensores y la escalera. En el pasado, el andén tenía solo 56 metros de largo, por lo que solo se permitían trenes de dos coches. Esta estación de metro es la más cercana al museo de ciencias CosmoCaixa.

## Servicios ferroviarios
El horario de la estación se puede descargar del siguiente enlace. El plano de las líneas del Vallés en este enlace. El plano integrado de la red ferroviaria de Barcelona puede descargarse en este enlace.
| << cabecera                   | < estación | línea | estación > | cabecera >> |
| ----------------------------- | ---------- | ----- | ---------- | ----------- |
| Línea Barcelona-Vallés de FGC |            |       |            |             |
| Barcelona-Plaza de Cataluña   | El Putxet  |       | terminal   | terminal    |